# Лаксенбург
Лаксенбург (на немски: Laxenburg) е търговска община в окръг Мьодлинг в Долна Австрия с 2844 жители (на 1 януари 2014).
Лаксенбург се намира на ок. 20 км южно от Виена на река Швехат. Известен е с намиращите се там паркови дворци Лаксенбург и замък Франценсбург.
За пръв път Лаксенбург е споменат в документи през 1133/1135 г. През 14 век австрийският херцог Албрехт III Хабсбург разширява малкият дворец там на ловен дворец. Император Франц Йосиф и Елизабет прекарват там своя меден месец през 1854 г.
- Дворец Блауер Хоф в Лаксенбург
- Замък Франценсбург
- Замък Франценсбург